# Mørkeleg
Mørkeleg er en dansk gyserfilm fra 1996.
- Manuskript Dennis Jürgensen efter hans roman af samme navn.
- Instruktion Martin Schmidt.

Blandt de medvirkende kan nævnes:
- Line Kruse
- Christian Grønvall
- Laura Drasbæk
- Rikke Louise Andersson
- Karl Bille
- Mari-Anne Jespersen
- Waage Sandø
- Birthe Neumann
- Dick Kaysø
- Peter Rygaard
- Paul Hüttel
- Claus Strandberg
- Lise Schrøder
- Joachim Knop
- Benny Hansen
- Nanna Bøttcher